# Licking River
Licking River er en omkring 488 km lang biflod til Ohio River, i det nordøstlige Kentucky i USA. Floden og dens bifloder afvander store dele af det nordøstlige Kentucky, mellem vandskellene til Kentucky River i vest og Big Sandy River mod øst. Flodens afvandingsområde er på 9.310 km².
Licking River har sit udspring på Cumberland Plateauet i det østlige Kentucky, i den sydøstlige del af Magoffin County. Den løber ud i Ohio River over for byen Cincinnati, hvor den adskiller byerne Covington og Newport.